# Monticello (Korsika)
Monticello (korsisch U Munticellu) ist eine Gemeinde in der Balagne auf der französischen Mittelmeerinsel Korsika. Sie grenzt im Norden und im Nordosten an das Mittelmeer und gehört zu dem Département Haute-Corse, dem Arrondissement Calvi und dem Kanton L’Île-Rousse. Die Nachbargemeinden sind Occhiatana im Osten, Ville-di-Paraso im Südosten, Speloncato im Süden, Santa-Reparata-di-Balagna im Südwesten und Westen sowie L’Île-Rousse im Nordwesten.

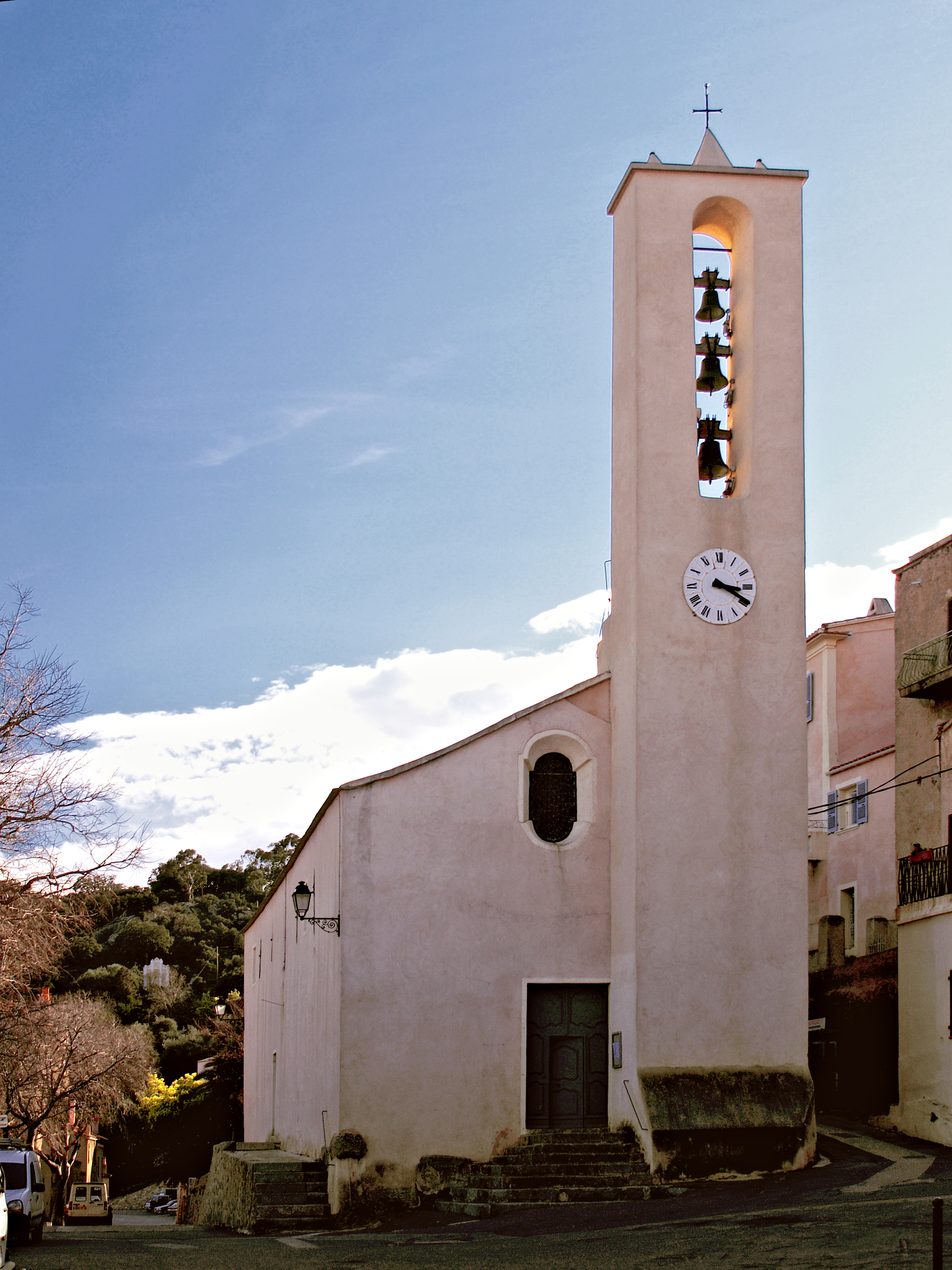
Kirche Saint-Sébastien (San Sebastianu)
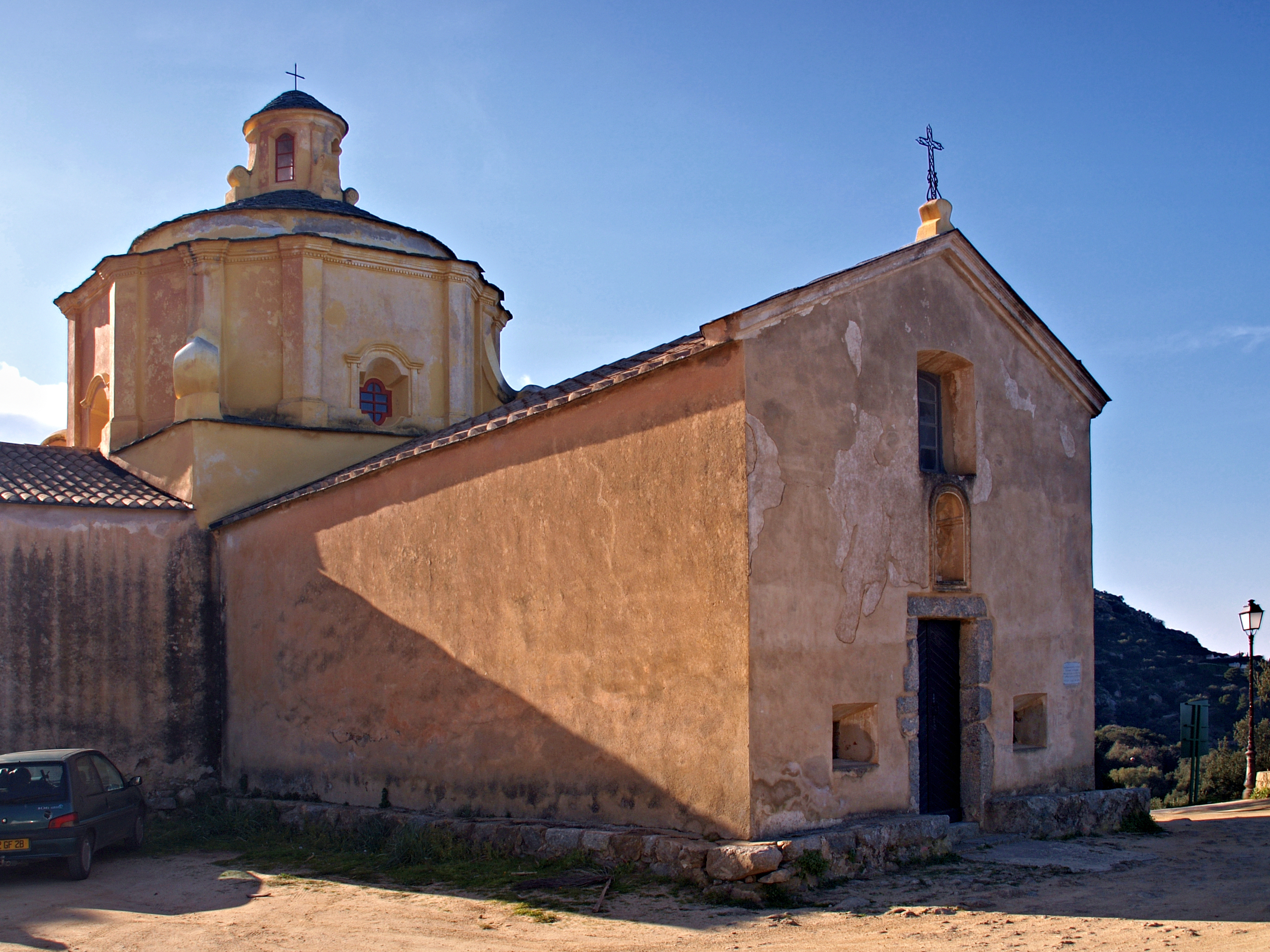
Kirche Saint-François

## Bevölkerungsentwicklung
Noch in den 1970er Jahren war das Dorf eine traditionelle landwirtschaftlich geprägte korsische Gemeinde. Durch Tourismus und Zuzug hat sich die Einwohnerzahl seither vervielfacht. Heute gibt es neben zahlreichen äußerlich im alten Stil gehaltenen Neubauten einige Geschäfte und Cafés. Zur Küste hin wurden moderne Neubauviertel angelegt.
| Jahr      | 1962 | 1968 | 1975 | 1982 | 1990 | 1999 | 2008 | 2012 | 2020 |
| --------- | ---- | ---- | ---- | ---- | ---- | ---- | ---- | ---- | ---- |
| Einwohner | 237  | 237  | 251  | 500  | 944  | 1253 | 1708 | 1740 | 2000 |

### Prominente Einwohner
- Jacques Dutronc (* 1943), Schauspieler und Sänger
- Françoise Hardy (1944–2024), Sängerin und Komponistin, Nebenwohnsitz seit ca. 1966
- Thomas Dutronc (* 1973), zeitweiliger Wohnsitz